# روز كينيدي
روز كينيدي (بالإنجليزية: Rose Kennedy)‏ (و. 1890 – 1995 م) هي نجمة اجتماعية من الولايات المتحدة الأمريكية ولدت في بوسطن، وهي والدة جون كينيدي رئيس الولايات المتحدة الخامس والثلاثون.

## روابط خارجية
- روز كينيدي على موقع IMDb (الإنجليزية)
- روز كينيدي على موقع الموسوعة البريطانية (الإنجليزية)
- روز كينيدي على موقع مونزينجر (الألمانية)
- روز كينيدي على موقع إن إن دي بي (الإنجليزية)
- روز كينيدي على موقع قاعدة بيانات الفيلم (الإنجليزية)